# Københavns Historiske Marked
Københavns Historiske Marked (tidligere Københavns Middelaldermarked forkortet KMM) er et middelaldermarked, der afholdes hvert år i pinsen, fra 2007 til 2018 blev KMM afholdt i Valbyparken, København. Middelaldermarked flyttede i 2019 til Kræmmerstien, Ballerup, hvor også Ballerup Kræmmerfestival afholdes. Markedet besøges af omkring 35.000 personer hvert år og er et af de største markeder i Skandinavien.
Markedet blev afholdt første gange i 2007, hvor der kom omkring 800 besøgende. Markedet er siden vokset kraftigt, og i dag indeholder det både en afdeling med vikinger og en med liverollespil og fantasy. Desuden findes flere madboder, mange handlende og forskellige opvisninger i sværdkamp, gøgl og ridderturneringer.
I 2015 deltog personer fra 19 forskellige lande. 2016 havde man omkring 1.500 aktører, hvoraf 450 var vikinger, og 250 boder.

## Besøgstal
| År   | Besøgende                       | Aktører |
| ---- | ------------------------------- | ------- |
| 2007 | 852                             | 291     |
| 2008 | 6.000                           | 392     |
| 2009 | 9.500                           | 471     |
| 2010 | 12.000                          | 623     |
| 2011 | 11.500                          | 650     |
| 2012 | 15.400                          | 634     |
| 2013 | 23.600                          | 900     |
| 2014 | 28.800                          | 1.000   |
| 2015 | 32.000                          | 1.500   |
| 2016 | 25.200                          | 1.500   |
| 2017 | 28.000                          | 1.200   |
| 2018 | 35.565                          | 1.100   |
| 2019 | 35.000                          |         |
| 2020 | Aflyst pga Coronaviruspandemien | N/A     |
| 2021 | Aflyst pga Coronaviruspandemien | N/A     |
| 2022 |                                 |         |
| 2023 |                                 |         |
| 2024 | Over 30.000                     | 1000    |